# Andy Besirov

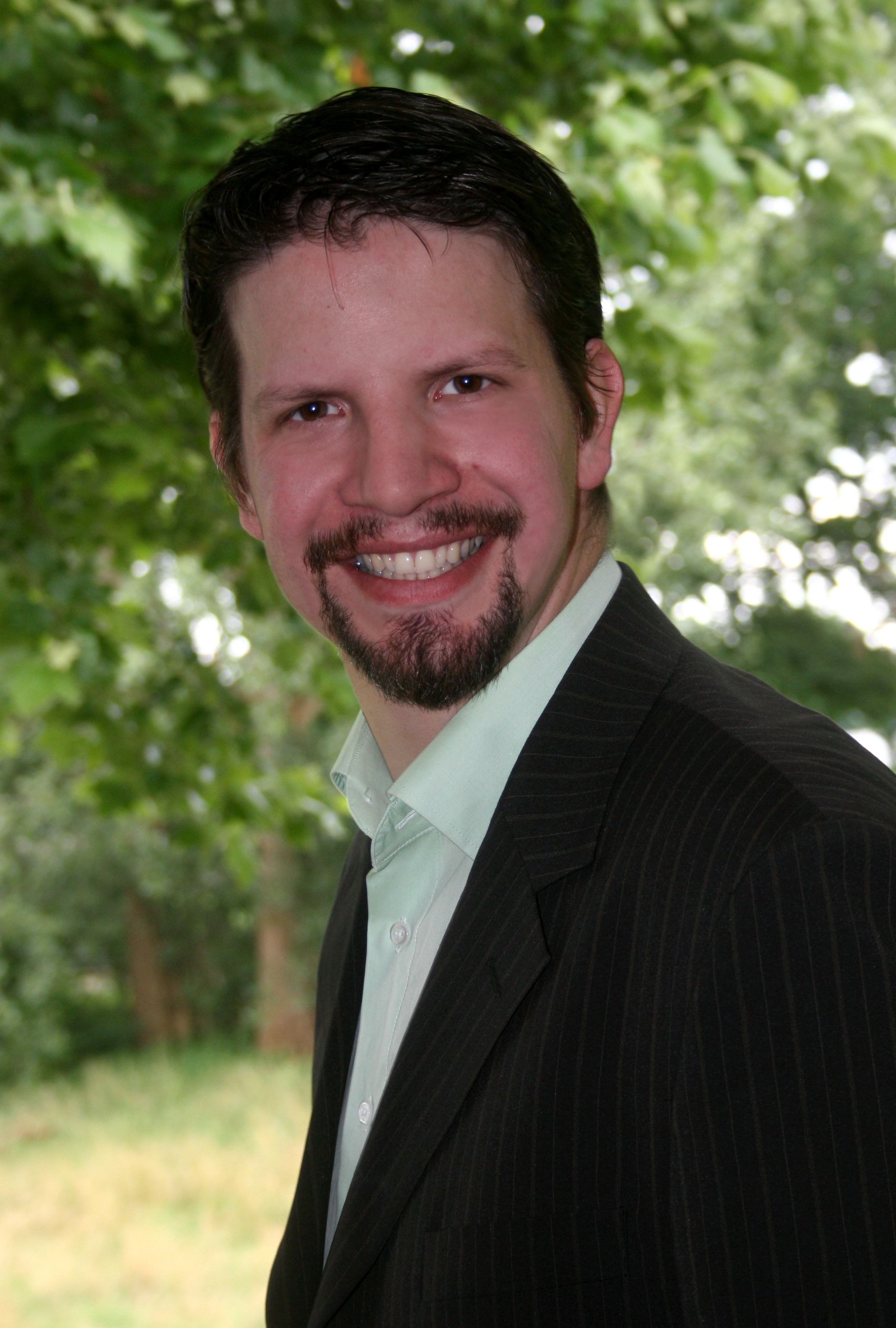
Andy Besirov (2007)

Andy Besirov (* 23. September 1975 in Lengerich (Westfalen)) ist ein deutscher Filmproduzent und Veranstalter.

## Leben
Andy Besirov produziert seit 2006 Kinofilme. Im September 2008 wurde der Film Amok veröffentlicht. Der Dokumentarspielfilm setzt sich mit der Thematik „Amokläufe an Schulen“ auseinander. Besirov hat für diesen Film auch an den Dialogen mitgeschrieben und die Interviews geführt. 2010 hatte der Film Rosa & Marie Premiere, ein Film über die Judenverfolgung im Kreis Steinfurt. Am 7. Dezember 2011 hatte der Kurzfilm Das Cast-Ding in Münster Premiere. Regie und Drehbuch stammt vom Schauspieler Tilman Rademacher, mit dem Besirov auch schon bei Amok und Rosa & Marie zusammengearbeitet hat.
Seit 2006 betreibt Besirov eine Agentur namens plan b. als Veranstalter. Hierbei veranstaltet er unter anderem große Acts aus der deutschen Comedy-Szene, wie Chris Tall, Paul Panzer, Markus Krebs, Tahnee und Osan Yaran. In diesem Rahmen erhielt die Agentur bereits mehrere Sold Out Awards, zum Beispiel für eine ausverkaufte Westfalenhalle mit Markus Krebs.
Andy Besirov lebt mit seiner Frau und zwei Töchtern in Lengerich/Westfalen.

## Filmographie
- 2008: Amok
- 2010: Rosa & Marie
- 2011: Das Cast-Ding